# Westwinds
Westwinds (в пер. с англ. «Западный ветер») — седьмой студийный альбом канадской кельтик-панк-группы The Real McKenzies, выпущенный на студии Fat Wreck Chords records 27 марта 2012 года на компакт-дисках и виниловых пластинках.

## Список композиций
1. «The Tempest» — 4:08
2. «Fool's Road» — 2:52
3. «I Do What I Want» — 3:18
4. «The Message» — 3:53
5. «My Luck Is So Bad» — 2:59
6. «The Massacre of Glencoe» — 2:40
7. «The Bluenose» — 2:56
8. «Burnout» — 2:36
9. «Halloween» — 3:39
10. «Hi Lily» — 2:56
11. «My Head Is Filled With Music» — 2:57
12. «Barrett's Privateers» — 4:25
13. «Pipe Solo - Francis Fraser» + «Secret Song for Mike» — 4:35

## Участники записи
- Пол Маккензи — лид-вокал
- Курт «Дирти» Робертсон — гитара, вокал
- Горд Тейлор — волынка, бэк-вокал
- Шон Селлерс — ударные
- Марк «Боун» Боланд — гитара, вокал
- Гуомпер — бас-гитара